# Osvaldo Artico

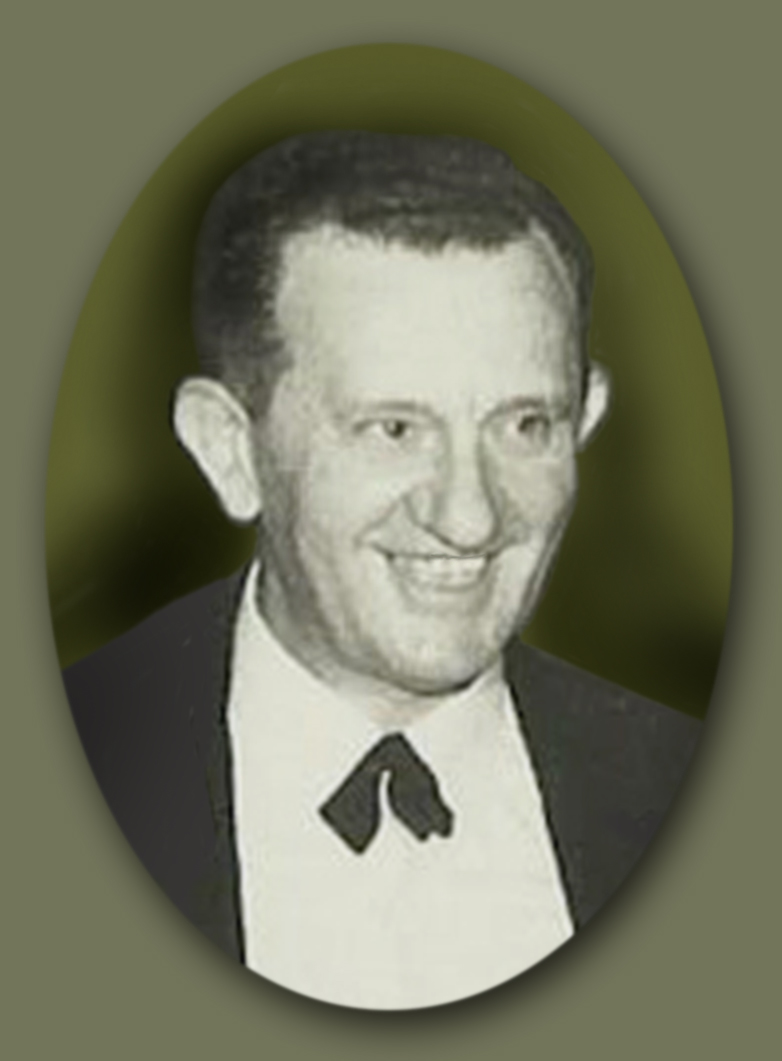
Osvaldo Artico.

Osvaldo Valentim Palmiro Artico (Caxias do Sul, 3 de abril de 1898 — 29 de janeiro de 1971) foi um comerciante, futebolista e político brasileiro, lembrado como um dos fundadores e uma das lideranças do Sport Club Ideal, o primeiro time de futebol da cidade; pela sua colaboração no Esporte Clube Juventude, do qual foi fundador, jogador, capitão, diretor de departamentos e presidente, e pela elogiada atuação como sub-prefeito do Distrito de São Marcos. Foi também um dos fundadores do Recreio da Juventude, um dos mais tradicionais clubes sociais de Caxias, e em São Marcos, da Liga de Defesa Nacional, da Associação Rural, do Tiro de Guerra e do Grêmio Americano.

## Família

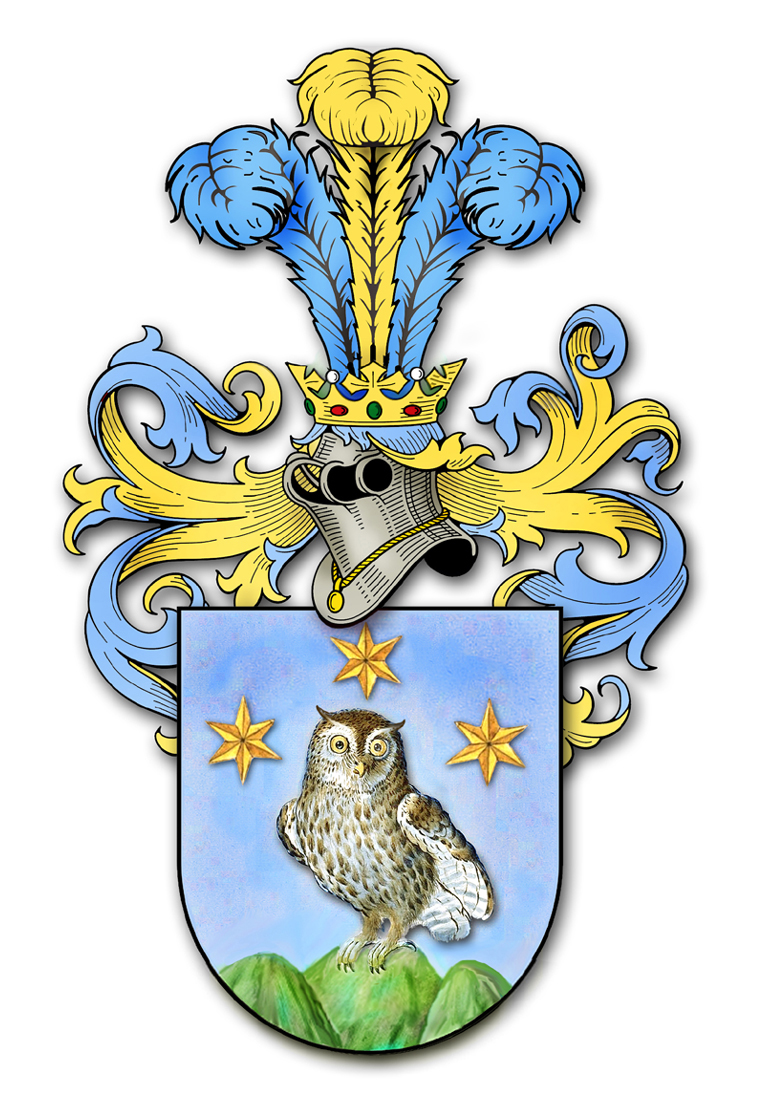
Brasão Artico de Ceneda.

Osvaldo Artico era descendente de uma antiga e nobre família italiana estabelecida em Ceneda, cujos primeiros registros são de fins do século XIII, que produziu membros e deputados do Conselho, notários e personalidades como Alessandro, arquiteto militar, um dos encarregados de fortificar o Castelo de Ceneda, Federico, presidente do Monte di Pietà (entidade assistencialista), o venerável Angelo, monge e místico franciscano a quem se atribuem milagres, e Filippo, príncipe e bispo de Asti, erudito e filantropo.
O avô de Osvaldo, como ele chamado Osvaldo, nascido em Ceneda em c. 1845, casado com Magdalena de Nadai, segundo a tradição foi militar e oficial de Giuseppe Garibaldi, lutando no Risorgimento italiano. Emigrou para o Brasil em 1879 com os pais, a mulher e filhos, fixando-se em Caxias do Sul, onde participou dos trabalhos de fundação da cidade, ganhando a vida como professor, ferreiro e dono de uma bodega e um açougue, além de ser fabriqueiro da primeira Igreja Matriz, ferreiro da Fabriqueria da segunda Matriz (a atual Catedral), e um dos fundadores da Sociedade Príncipe de Nápoles. Abriu também a primeira fábrica de fogões a lenha da cidade e na virada para o século XX tornou-se industrial do vinho, falecendo em 1909 em confortável situação financeira e prestigiado socialmente. Seu sepultamento foi um dos mais concorridos da época. Deixou seis filhos: Antonio, Augusto, José, João, Celestina e Maria.
Seu tio Augusto, casado com Ema Panigas, deu continuidade à ferraria, e seu pai, Antonio, casado com Teresa Segalla, assumiu a direção da cantina fundada pelo velho Osvaldo e a ampliou significativamente, exportando dez mil barris por ano e tendo seu produto premiado. Foi também dirigente do Partido Republicano Rio-Grandense, e membro da Diretoria da Associação dos Comerciantes. Contudo, em 1921 Antonio faliu. Depois abriu um pequeno hotel com restaurante, onde organizava banquetes de encomenda. Faleceu em 6 de março de 1936. Com Teresa teve o filho Osvaldo e as filhas Ilda, falecida na infância, Irma, Norma, Graciema e Rina.

## Esporte

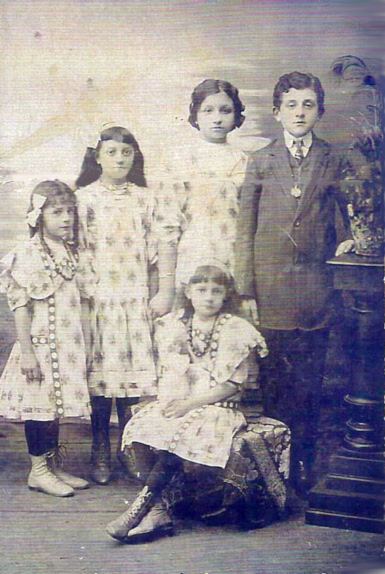
Os irmãos Rina, Norma, Graciema, Irma e Osvaldo.

Desde cedo um entusiasta do futebol, em 3 de outubro de 1910 Osvaldo participou da fundação do primeiro time da cidade, o Sport Club Ideal, formado por jovens amadores que praticavam de maneira precária, sem um campo fixo e sem equipamentos, jogando com bolas de pano, laranjas ou bexigas de animais. Até mesmo seu uniforme era improvisado, como lembrou o historiador João Spadari Adami, que também foi um dos fundadores:
"Os do Ideal fizeram seus primeiros calções com sacos de linhagem, que tiravam de seus progenitores. Pois se lhes pedissem numerário para sua aquisição, lhes era negado na certa. No fundo dos ditos sacos, eram feitos os buracos para passar as pernas, e, na boca dos mesmos, amarravam uma corda qualquer, como se usa nos pijamas. Ficando, assim, equipados, pelo menos até que seus pais e mesmo a população familiar caxiense se acostumasse ver guris ou adultos mesmo com pernas à vista do respeitável público".
Adami conta que Osvaldo — então apelidado Mirim para distingui-lo de seu avô homônimo, apelido que carregaria pela vida adulta — foi uma liderança no Ideal, e nas brigas que frequentemente aconteciam entre essa meninada, quando a razão não bastava para decidir as disputas, impunha sua vontade ameaçando espancar os oponentes com um cinturão de onde pendia pesada fivela de metal. Cruz et alii, estudando os primórdios do futebol caxiense, dizem que o Ideal também promovia "matinés dançantes" que atraíam os jovens de todos os cantos da cidade, e onde imperava um rígido código de conduta. Os moços não podiam tocar nas moças e deviam manter uma postura militar, um reflexo dos valores sustentados por aquela sociedade em formação, onde a religião e a moral católica eram princípios fundamentais. No entanto, as atividades do Ideal não deixaram de causar escândalo pelo simples fato de os jogadores se mostrarem em público com as pernas descobertas. Cruz et alii também referem que o surgimento do Ideal foi uma iniciativa "muito significativa numa cidade conservadora onde até então os principais esportes a serem disputados eram o jogo de cartas, o jogo da mora e o jogo da bocha. A instauração do S. C. Ideal acabou como o impulsionador e difusor da prática futebolística que, muito em breve, seria absorvida e disseminada como mais uma atividade de cunho social pelos clubes recreativos da cidade".  Ao mesmo tempo, contribuiu para a formação de um senso de identidade:
"Como os clubes sócio-recreativos eram instituições que construíam e reafirmavam a identidade étnica ítalo-brasileira dos moradores da cidade, o futebol tornou-se mais um disseminador dos valores morais e da concepção de trabalho dos imigrantes que elevaram a Vila Caxias à condição de cidade. O futebol foi apropriado pelos imigrantes de forma diferenciada e única. Viu-se no futebol, mesmo que subjetivamente, mais uma forma de, através das rivalidades alimentadas por esse esporte, reforçar a identidade étnica daquela gente que, na Itália, se encontrava tão desunificada".

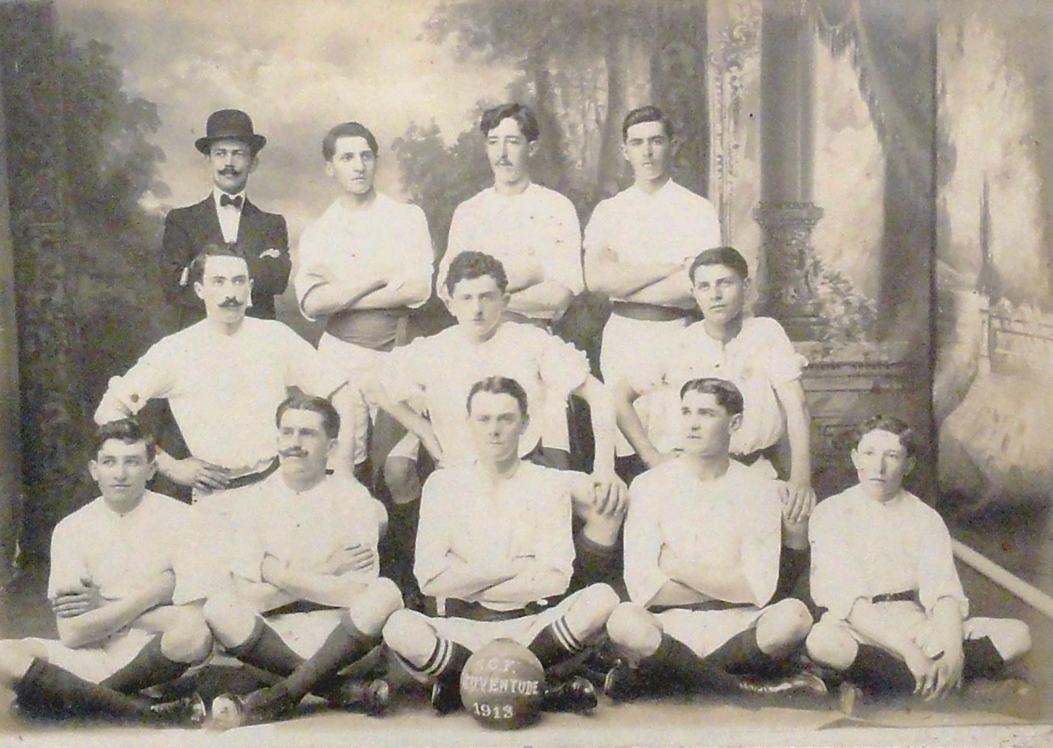
Primeiro time do Esporte Clube Juventude, 1913. De pé, da esquerda para direita: João Sambaquy, José Grossi, Adelmar Reis e Otávio Reis. Ajoelhados: Carlos Zachera, Osvaldo Artico (Mirim) e Francisco Grossi. Sentados: João Costamilan, Francisco Chiaradia (Nico), John Tibbits, Honorino Sartori e Guido Chittolina.

Em 29 de junho de 1913 Osvaldo participou da fundação do Esporte Clube Juventude, sendo "titular desde a primeira partida, e por muitos anos, jogando como centromédio", como lembrou Francisco Michielin, historiador do clube. O clube era formado basicamente por adultos, e para criar um quadro de juniores Osvaldo propôs ao Ideal se fundir ao Juventude. A proposta não agradou a todos, ocorrendo uma cisão. Cerca de metade dos integrantes aceitaram a fusão, mas a outra parte aderiu ao Clube Juvenil, fundando o seu Departamento de Futebol. Após a recepção dos novatos, Osvaldo foi designado seu capitão-instrutor. Atuou como diretor de Campo do Juventude em 1915, em 1917 foi presidente, e atuava também como destacado jogador, sendo o capitão em 1917 e 1918. Em sua história do clube Michielin o descreveu como um dos "imortais". Na partida contra o Cruzeiro em 1918, o cronista qualificou sua atuação como "fantástica", e sobre a partida contra o 14 de Julho de Livramento, na temporada de 1919, ele diz: "Osvaldo Artico, depois de sete temporadas seguidas, está no auge de sua classe, jogando com uma gana incrível. Sua raça é indomável, não há leão que o assuste. Toma conta do campo e marca o terceiro e quarto tentos. No placar, Ju 4 x 1. É uma loucura". A referência ao leão remete ao 14 de Julho, chamado Leão da Fronteira, que nesta temporada ainda estava invicto. Sua invencibilidade veio a ser perdida justamente para o Juventude "com uma implacável goleada de 4 x 1, de enorme repercussão na época. [...] A partir dessa vitória histórica, o Juventude passou a ser rotulado pela imprensa da capital de Tigre da Serra".
Ocuparia várias outras funções no Juventude, deixando uma importante marca na história do clube. Em 1924 estava no Conselho Fiscal, em 1931 ocupou a Presidência outra vez, em 1933 e 1934 integrava o Conselho Técnico, em 1935 e 1936 foi capitão-geral, e em 1938 foi diretor técnico. Presidiu o Conselho Consultivo de 1947 a 1956, em 1955 era diretor do Departamento de Finanças, em 1959 foi o paraninfo da inauguração da capela do Estádio Alfredo Jaconi, em 1961 era responsável pelo Departamento de Cadeiras Cativas, e em 1964 era conselheiro fiscal.
Em 1934 foi um dos fundadores e primeiro presidente da Liga Interna Caxiense de Foot-Ball, depois renomeada Liga Esportiva Caxiense. "Figura de destaque no meio esportivo caxiense", pelos seus relevantes esforços neste setor recebeu homenagens públicas em banquete organizado em 1935 "por elementos influentes da vida esportiva de Caxias".

## Sociedade e política
Como o futebol em sua época era todo amadorístico e não lhe provia sustento, abriu um bar e um comércio de secos e molhados. Ao mesmo tempo atuava em outras esferas da sociedade caxiense. Foi um dos fundadores do clube social e recreativo Recreio da Juventude, que veio a se tornar um dos mais tradicionais da cidade, e em 1938 era secretário do Recreio Guarany. Em 1939 seus interesses se voltaram também para a política, sendo convidado a assumir a sub-prefeitura do então distrito de São Marcos. Em sua despedida, recebeu novas homenagens públicas como um "incansável batalhador pelo engrandecimento e progresso" do Esporte Clube Juventude e também do Recreio da Juventude. Sua atuação como sub-prefeito foi positiva o bastante para desencadear, após dois anos de trabalho, uma espontânea Moção de Aplauso de parte da população de São Marcos, onde eram-lhe endereçados...
"[...] irrestritos aplausos pela atuação honesta, profícua e altamente criteriosa que vem desenvolvendo à testa deste distrito, como digno representante do Governo Municipal de Caxias, que o distingue com a confiança de que é bem merecedor. Probo, cumpridor intransigente de seus deveres e cônscio da responsabilidade que enfeixa em suas mãos, o sub-prefeito Osvaldo Artico vem empenhando, em favor do adiantamento de São Marcos, todas as suas energias de verdadeiro patriota a serviço da causa pública, na obra de reconstrução nacional promovida pelo Estado Novo".
Naquele distrito também foi um dos fundadores da Associação Rural, um dos fundadores e dirigente do Tiro de Guerra 248, com a patente de capitão, um dos fundadores e primeiro vice-presidente da seção local da Liga de Defesa Nacional, e um dos fundadores do Diretório Municipal de Geografia de Caxias.
O futebol jamais sairia para ele inteiramente de cena. Em 1939 foi dos fundadores e primeiro presidente honorário do Grêmio Americano de São Marcos, sendo reconduzido à Presidência Honorária em 1941 e 1942. Depois assumiu a Sub-Prefeitura do Distrito de Ana Rech de 1948 a 1950, e lá foi um dos fundadores e conselheiro fiscal da Sociedade São José em 1949. Em 1976 a Prefeitura de Caxias honrou sua memória batizando uma rua de Ana Rech com seu nome.

## Descendência
Osvaldo foi casado com Erci Sturtz, que foi a mãe de seus sete ou oito filhos, dos quais apenas cinco chegaram à idade adulta:
- Ervaldo, casado com Terezinha Lopes de Campos, com descendência;
- Tereza Maria, casada com Enio Vial, com descendência;
- Juarez, casado com Miriam Luci Rossato, com descendência;
- Osvaldo Filho, casado com Marlene Borges de Oliveira, com descendência;
- Antônio Carlos, casado com Haidée Maria Facchin, com descendência.

Depois de enviuvar, Osvaldo casou-se em 1969 com Clelia Madalosso. Seus filhos Ervaldo e Juarez também permaneceram ligados ao Juventude. Ervaldo foi jogador, conhecido pelo apelido de Nenê. Juarez também jogou e depois passou por funções administrativas, chegando a ser diretor administrativo, diretor dos juniores, vice-presidente de futebol e presidente do Conselho Deliberativo.